# 米贊比體育會
米贊比AIF（瑞典語：Mjällby AIF）是位於瑞典南部布萊金厄省瑟尔沃斯堡市镇米亞爾比區（Mjällby）的足球會，於1939年成立，現時在瑞典足球超級聯賽角逐。
2022年7月2日，米贊比作客以1:0擊敗AIK蘇納，首次作客擊敗這支勁旅。

## 著名球員
- （Mattias Asper）
- （Christian Wilhelmsson）
- （Tobias Linderoth）
- （Marcus Lindberg）
- （Erton Fejzullahu）
- （Pavel Zavadil）
- 法蘭·禾寧頓（Frank Worthington）

## 榮譽
- Superettan:
  - 冠軍 (2)： 2009, 2019
- Division 1 Södra:
  - 冠軍 (1)： 2018
  - 亞軍 (1)：1988
- 瑞典盃:
  - 亞軍 (1)：2022–23

## 外部連結
- 官方网站  （瑞典文）